# جوليس مارشال
جوليس مارشال هو مؤرخ ودبلوماسي بلجيكي، ولد في 5 سبتمبر 1924 في Limbourg ‏ في بلجيكا، وتوفي في 21 يونيو 2003.